# Пастораль 1943
«Пастора́ль 1943» (нидерл. Pastorale 1943) — нидерландский кинофильм 1978 года режиссёра Вима Верстаппена. Снят по одноимённому роману Симона Вестдейка.
Фильм был выбран в качестве заявки Нидерландов на лучший фильм на иностранном языке на 51-й церемонии вручения премии Оскар, но не был принят в качестве номинанта.

## Сюжет
История оккупированного немцами голландского городка. Рассказывает о трудностях и некомпетентности плохо организованного Сопротивления, борющегося с коллаборационистами и предателями.

## В ролях
- Хайн Боель
- Фемке Боерсма
- Мирсеа Крисан
- Фредерик де Гроот
- Рутгер Хауэр
- Сильвия Кристель
- Рене Саутендейк